# Московский государственный агроинженерный университет имени В. П. Горячкина
Московский государственный агроинженерный университет имени В. П. Горячкина (МГАУ им. В. П. Горячкина) — высшее учебное заведение в Москве, существовавшее в 1930—2014 годах. В дальнейшем вошло в состав МСХА.

## История
Был организован в 1930 году как Московский институт механизации и электрификации сельского хозяйства (МИМЭСХ) на базе факультета механизации и электрификации ТСХА и факультета электрификации Московского механико-электротехнического института.
С 1963 по 1993 год носил название Московский институт инженеров сельскохозяйственного производства (МИИСП).
В 1993 году был переименован в Московский государственный агроинженерный университет имени В. П. Горячкина.
20 мая 2013 года приказом Минисельхоза России была начата реорганизация университета путём его присоединения к МСХА имени К. А. Тимирязева. В 2014 году приказом Минсельхоза России ФГБОУ ВПО «Московский государственный агроинженерный университет имени В. П. Горячкина» и ФГБОУ ВПО «Московский государственный университет природообустройства» были присоединены к «РГАУ — МСХА имени К. А. Тимирязева» с образованием в её структуре, соответственно, Института механики и энергетики имени В. П. Горячкина и Института природообустройства имени А. Н. Костякова «РГАУ — МСХА имени К. А. Тимирязева».
В 2017 году остававшиеся в составе института факультеты (процессы и машины в агробизнесе; энергетический; технический сервис в АПК) были реорганизованы (слиты), поэтому с этого времени в его составе факультетов не имеется.

## Структура
На момент присоединения к МСХА в 2014 году в МГАУ были следующие факультеты:
- процессы и машины в агробизнесе;
- энергетический;
- технический сервис в АПК;
- инженерно-педагогический;
- инженерно-экономический;
- военного обучения;
- заочного образования;
- международный;
- институт непрерывного профессионального образования.

## Образование

МГАУ. Корпус № 15

Университет инженеров, экономистов и педагогов для предприятий и организаций сельского хозяйства и связанных с ним отраслей. В стенах вуза училось около 5000 студентов. На 42 кафедрах работало 3 академика РАСХН, 1 академик РАО, 44 члена общественных академий, 15 заслуженных деятелей науки и техники, 88 профессоров. Более 65 % преподавателей университета имело учёные степени и звания.
Всего в стенах университета было подготовлено свыше 35 тыс. инженеров, большая часть которых — специалисты по механизации и электрификации сельского хозяйства. Университет более 40 лет сотрудничал в подготовке инженерных и научно-педагогических кадров с зарубежными странами: для 47 стран мира было подготовлено свыше 1200 специалистов; оказывалась помощь в становлении сельскохозяйственных университетов ряда стран.
На базе университета было создано учебно-методическое объединение вузов РФ, осуществлявщее координацию и методическое обеспечение подготовки специалистов на агроинженерных факультетах 63 университетов, академий, институтов и восьми филиалов вузов. Около 65 % объёма инженерных дисциплин в сельскохозяйственных вузах страны обеспечивалось учебниками и учебными пособиями, разработанными в МГАУ.
Здесь были разработаны основы конструирования, расчёта и создания отечественной сельскохозяйственной техники. Научно-исследовательская работа велась по шести комплексным темам[каким?], ориентированным на факультеты, а также на научные и образовательные специальности. Такой подход позволял связать научную работу с образовательной деятельностью. К научным исследованиям привлекались студенты, поскольку это способствовало повышению качества их обучения. В частности, студенты делали ежегодно более 400 научных докладов, писали более 60 статей, издавался сборник студенческих научных работ.
В аспирантуре и докторантуре подготовка осуществлялась по восьми научным направлениям[каким?] и 23 специальностям[каким?]. На момент ликвидации, обучалось 249 аспирантов, включая иностранцев. Действовали три докторских диссертационных совета и один кандидатский — по шести научным специальностям[каким?]. В 2004 году было защищено 63 диссертации.
В университете были подготовлены к внедрению более 40 разработок:
- фронтальный плуг для гладкой вспашки;
- энергосберегающая пастеризационно-охладительная установка на термоэлектрических модулях;
- диэлектрический трёхбарабанный сепаратор семян;
- рабочие органы плуга, упрочнённые керамикой;
- высокомоментный вариатор;
- комплект для ремонта гидравлических рукавов высокого давления в полевых условиях и др.

Результаты такого сотрудничества привели к созданию университетского комплекса МГАУ, в который вошли почти все ведущие НИИ, работавшие в области механизации и электрификации сельского хозяйства (всего 17 организаций).